# Fabrizio Clerici
Fabrizio Clerici (Milano, 15 maggio 1913 – Roma, 7 giugno 1993) è stato un pittore, scenografo e costumista italiano.
La sua pittura, piena di riferimenti artistici e letterari, è intrisa delle umane inquietudini di quel Novecento alienante e ostile che ha caratterizzato la fine del secondo millennio. Il suo immaginario coniuga le suggestioni di Giovanni Battista Piranesi, l'autorevolezza negli studi sull'antichità classica del gesuita ed erudito tedesco del XVII secolo Athanasius Kircher, così come di Caspar David Friedrich e Arnold Böcklin, trasferendone i codici figurativi e di ricerca nel suo paesaggio contemporaneo, inevitabilmente intriso di inquietudini ed introspezioni.
Artista dalla poetica complessa e di matrice eclettica, fu anche architetto, scenografo, costumista, fotografo e amico di alcuni fra i più importanti artisti, critici, musicisti e letterati del Novecento. Clerici ha ottenuto riconoscimenti nazionali e internazionali per la sua opera ed è stato esposto al MOMA, al Museo Guggenheim di New York, al Centre Pompidou di Parigi, al Museo Puškin di Mosca, ai Musei Vaticani ed in prestigiose collezioni private e pubbliche.
Tra le sue opere più note si ricordano: Il Minotauro accusa pubblicamente sua madre, che aveva profondamente appassionato Salvador Dalí; Sonno romano (1955); Le Confessioni palermitane (1954);  Minerva phlegraea (1956-57);  Le Krak des Chevaliers (1968).
Accanto a queste, figurano altri lavori dedicati ai miraggi, alle città sepolte, alle archeologie domestiche e alle stanze. Queste ultime, dagli anni sessanta, sono caratterizzate dalla presenza di figure della mitologia egizia, come il Dio-falco Horus e le sfingi di ariete. Il vuoto, come elemento e spazio della memoria, prevale nelle opere degli anni settanta con i due celebri dipinti Corpus hermeticum e Un istante dopo.

## Biografia
Nel 1920 si trasferisce a Roma, dove compie i suoi studi. Si laurea presso la Scuola Superiore di Architettura nel 1937. La sua permanenza nella capitale italiana è decisiva: i monumenti romani, la pittura e l'architettura rinascimentale e barocca lo influenzano fortemente, così come certe funzioni religiose che lo attraggono dal lato spettacolare. E più tardi, da una nostalgia di quei «mirabilia» scoperti allora, nascerà Sonno romano (1955).
A Roma, da studente universitario, segue le conferenze di Le Corbusier e nel 1936 diventa amico di Alberto Savinio. Tra i due artisti nasce una profonda stima reciproca; in Ascolto il tuo cuore città (1944) Savinio scrive:

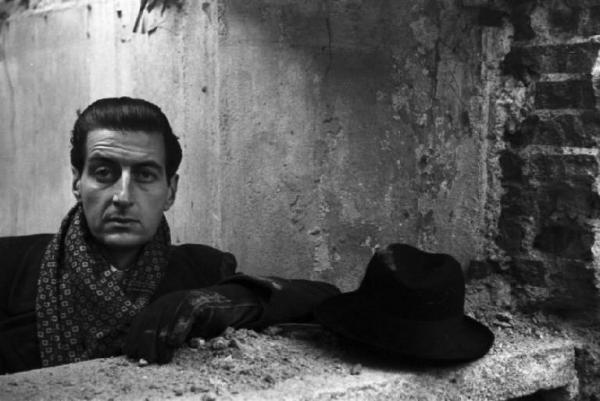
Fabrizio Clerici nel 1946, foto di Federico Patellani

Nel 1938, a Milano, incontra Giorgio de Chirico con il quale si intrattiene in lunghe conversazioni sulle tecniche pittoriche, in particolare sulla pittura a tempera.
Alla fine degli anni trenta risalgono i primi disegni fantastici: personaggi non ritratti dal vero ma ricostruiti a memoria. È la memoria di avvenimenti o luoghi o persone, variati o deformati attraverso il filtro del tempo, a indirizzarlo maggiormente verso una condizione trasposta nel sogno. Poiché la sua ottica è una ricostruzione onirica di immagini, egli entra con tutta naturalezza nel clima surrealista.
Ma il vero movente in Clerici rimane la ricerca metafisica. Il ritorno a Roma dopo gli anni della guerra lo avvicina agli studi scientifici di Athanasius Kircher, agli anamorfici di Erhard Schön e alle teorie ottico-prospettiche di Padre Jean-François Niceron dell'Ordine dei Minimi.
Nel 1944 incontra a Roma Leonor Fini, la cui atmosfera di quell'incontro viene ripercorsa da Clerici in un articolo del 1945 sulla rivista Quadrante. A quel tempo frequentava anche Alberto Moravia ed Elsa Morante. Nel gennaio 1945, Clerici espose con Savinio in una collettiva, presentata da Mario Praz. L'anno dopo incontra a Milano il fondatore del Dadaismo Tristan Tzara.
Nel 1947 collabora con Lucio Fontana al progetto Patio per una casa al mare, di cui Fontana esegue le sculture, per Handicraft Development, Inc. in New York. Nel settembre del 1948, a Venezia, stringe amicizia con Salvador Dalí. Fino al 1948, Clerici continua nel disegno e nell'incisione; nel 1949 affronta, dopo anni di preparazione, la pittura in vaste composizioni nelle quali l'architettura resta però lo scheletro armonico di quasi tutti i suoi quadri.
Nel 1953, inizia a viaggiare in Medio Oriente, toccando Egitto, Siria, Giordania, Libia e Turchia. Da questi viaggi Clerici riporta due temi, che diventeranno poi familiari: i miraggi e i "Templi dell'uovo", cicli di costruzioni utopistiche nei deserti, che si sviluppano a spirale partendo da un nucleo centrale dove ha sede un ipotetico uovo primigenio.
Divaga spesso sui temi mitologici, proprio là dove il senso della fatalità è più vivo o allarmante. La sua natura di visionario porta alla luce frammenti perduti (mai esistiti) come nel Recupero del Cavallo di Troia (1949-55) o in fantomatici reperti fossili a forma di spilla da balia, protagonisti tutti nella vastità di irraggiungibili deserti. Larga parte di queste sue opere furono esposte a New York.
Contemporaneamente alla pittura, che si evolve secondo l'indirizzo sempre più fantastico e magico, si dedica al teatro. Al ritorno dall'Egitto, Giorgio Strehler lo invita a creare le scene per La vedova scaltra di Carlo Goldoni. Questo per Clerici non fu un vero esordio, dal momento che aveva già lavorato alle scene di balletti ed opere liriche, in spettacoli dove più vivo e congeniale era il tema del mondo fantastico.
A lui si devono le scene e i costumi per Orpheus di Igor' Fëdorovič Stravinskij, presentato in prima europea al Gran Teatro La Fenice di Venezia nel 1948; per Didone ed Enea di Henry Purcell e per Il sacrificio di Lucrezia di Benjamin Britten, entrambi realizzati (1949) per il Teatro dell'Opera di Roma con la regia di Alberto Lattuada; per Armida di Jean-Baptiste Lully per il XIII Maggio Musicale Fiorentino del 1950; per Gianni Schicchi di Giacomo Puccini, con la regia di Peter Ustinov per il Royal Opera House di Covent Garden (1962); per Alì Babà di Luigi Cherubini, rappresentato al Teatro alla Scala di Milano. A questi si uniscono altri allestimenti nei più importanti teatri, con la collaborazione artistica di personaggi del calibro di Aurel M. Milloss, Orazio Costa, Bianca Gallizia, Luigi Squarzina, Federico Fellini, Peter Ustinov, George Solti, Bruno Maderna e molti altri artisti.
Interessato a sempre differenti modi di espressione, per due anni lavora alla realizzazione di una grande vetrata, La fede di Santa Caterina, realizzata per la Basilica di San Domenico di Siena (1957).
Nel 1964 inizia la serie delle tavole per l'Orlando furioso di Ludovico Ariosto, lavoro che lo tiene impegnato per un lungo periodo; molte di queste composizioni verranno riprese, con varianti, nel corso del tempo. Nel 1968, in occasione del Berliner Festwochen è invitato dal Senato delle Arti e delle Scienze di Berlino con due esposizioni antologiche di pittura e scenografia allestite nella Galerie des XX Jahrhunderts e alla Rathauses Tempelhof.
Nel 1970 realizza per la Propyläen Verlag Berlin una edizione numerata del Milione di Marco Polo, con varie tavole in bianco nero e a colori e molte litografie originali. Questi disegni vengono esposti, assieme ad una selezione di pitture, alla Galerie Brusberg di Hannover (1971). Durante il periodo 1974-75, dipinge un ciclo di quadri ispirati all'"Isola dei morti" di Arnold Böcklin, tutte variazioni che verranno poi riprese in anni successivi.
Nel 1977, per una edizione a limitato numero di copie, ha eseguito una serie di litografie che illustrano Le bestiaire di Guillaume Apollinaire. Nello stesso anno, tre importanti retrospettive gli sono dedicate al Museo d'Arte Occidentale di Kiev, al Museo delle Belle Arti di Alma Ata ed al Museo Puškin di Mosca.
Negli anni settanta, lavora inoltre alle opere di ispirazione egizia dal titolo Variazioni tebane. Fra il 1980 e il 1981, completa un ciclo pittorico sul tema della violenza che chiamerà I corpi di Orvieto. Contemporaneamente, lavora ad una serie di grandi tavole a colori, Le impalcature della Sistina.
Nel 1983, viene inaugurata una mostra a lui dedicata presso Palazzo dei Diamanti a Ferrara, con presentazione in catalogo di Federico Zeri. Nel 1984, visita Samarcanda e Bukhara. Nel 1987, si apre una retrospettiva a lui dedicata alla Reggia di Caserta, con un catalogo edito da Franco Maria Ricci.
Dal 1988 al 1990, prepara la grande antologica presso la Galleria nazionale d'arte moderna di Roma, nella quale figurano oltre duecento opere provenienti da collezioni pubbliche e private. Nel 1991, il Teatro alla Scala di Milano gli rende omaggio con una mostra di bozzetti e figurini per spettacoli da lui stesso eseguiti presso lo stesso teatro dal 1953 al 1963. Dal 1988 al 1992, esegue una serie di dipinti con iconografie escatologiche, molti dei quali impostati con tinte monocromatiche.
Dopo la sua scomparsa (1993), viene costituito l'Archivio "Fabrizio Clerici" che, nel rispetto dei desideri del maestro è curato dal suo allievo Eros Renzetti. L'archivio tutela la sua opera omnia onorandone la memoria con la promozione di importanti mostre.

## Spettacoli
- 1947: La professione della signora Warren
- 1948: Concerto Barocco
- 1948: Orpheus
- 1949: Didone ed Enea
- 1949: Il sacrificio di Lucrezia
- 1949: Incoronazione di Poppea
- 1950: Armida
- 1951: Visione nostalgica
- 1952: Combat de Tancrède et Clorinde
- 1952: Viaggio nella luna
- 1953: La vedova scaltra
- 1953-1954: La ninfa e il pastore
- 1953: Il Maestro di musica
- 1955: Turandot
- 1957-1958: Les Chevaliers de la Table Ronde
- 1958: Orphée
- 1958: L'aigle à deux têtes
- 1958: Alcese
- 1960: Lucrezia
- 1960: Sansone e Dalila
- 1960-1961: Sogno d'una notte d'estate
- 1961: Orontea
- 1962: Turandot
- 1962: Macbeth
- 1962: Gianni Schicchi
- 1963: Alì Babà
- 1963: Die Geschöpfe des Prometheus
- 1963: Estro barbarico
- 1963: Salade
- 1964: Il Flauto Magico
- 1964: La Bibbia
- 1964: Lo Spettro della Rosa
- 1965: Didone ed Enea
- 1968: Tre passi nel delirio
- 1972: Dedalo
- 1973: Marsia
- 1981: Ifigenia in Tauride
- 1991: Pasifale

## Mostre personali
- 1943: Milano, Mostra personale di Fabrizio Clerici, Galleria d'Arte Cairola
- 1943: Roma, Litografie e disegni di Fabrizio Clerici, Galleria Minima Il Babuino
- 1945: New York, Disegni di Fabrizio Clerici e acqueforti di G. Viviani, Julien Levy Gallery
- 1946: Milano, Disegni di Fabrizio Clerici, Galleria del Naviglio
- 1949: Roma, Fabrizio Clerici, Galleria dell'Obelisco
- 1950: Firenze, Pitture e disegni di Fabrizio Clerici e Stanislao Lepri, Galleria Bruzzichelli
- 1952: Parigi, Fabrizio Clerici. Peintures & Dessins, Galerie Doucet
- 1955: Roma, Fabrizio Clerici, Galleria del Sagittario
- 1955: New York, Fabrizio Clerici, Sagittarius Gallery
- 1956: San Francisco, Fabrizio Clerici, California Palace of the Legion of Honor Museum
- 1956: Santa Barbara, Fabrizio Clerici, The Santa Barbara Museum of Art
- 1957: Milano, Fabrizio Clerici dipinti e disegni, Galleria dell'Ariete
- 1957: Merano, Piccola mostra grafica Fabrizio Clerici, Kursaal
- 1959: Torino, Fabrizio Clerici, Galleria Galatea
- 1960: Roma, Fabrizio Clerici, Galleria dell'Obelisco
- 1960: Tripoli, Fabrizio Clerici, Centro Italiano di Studi
- 1961: Milano, Fabrizio Clerici, Galleria Minima
- 1963: Milano, Scene e costumi di Fabrizio Clerici, Galleria Attilio Colonnello
- 1963: Roma, Les Chevaliers de la Table Ronde, Centre Culturel Français
- 1963: Napoli, Les Chevaliers de la Table Ronde, Institut Français
- 1968: Venezia, Disegni di Clerici per L'“Orlando Furioso”, Fondazione Giorgio Cini
- 1968: Berlino, Gemälde, Gouachen, Mischtechnik, Zeichnungen und illustrierte Bücher, Galerie des XX. Jahrhunderts
- 1968: Berlino, Bühnenbilder und Kostümentwürfe, Municipio di Tempelhof
- 1969: Roma, Fabrizio Clerici, Galleria Iolas-Galatea
- 1969: Ankara (Galleria dell'Istituto Francese di Cultura), Smirne (Galleria dell'Istituto Francese di Cultura), Istanbul (Galleria dell'Accademia dell'Arte Moderna), Toiles et dessins de Fabrizio Clerici, surréaliste italien
- 1969: Bologna, Fabrizio Clerici, Galleria Forni, 25 ottobre-14 novembre
- 1970: Monaco, Clerici, Galerie R.P. Hartmann
- 1971: Roma, Fabrizio Clerici. Disegni e tempere dal * 1962 al * 1971, Galleria Aldina
- 1971: Hannover, Fabrizio Clerici, Galerie Brusberg
- 1971-1972: Stoccarda, Fabrizio Clerici Zeichnungen und Lithographien, Kunsthaus Fischinger
- 1972: Roma, Fabrizio Clerici, Galleria Giulia
- 1972: Torino, Fabrizio Clerici, Galleria Davico
- 1972: Parma, Fabrizio Clerici, Galleria della Rocchetta
- 1973: Milano, Fabrizio Clerici, Galleria Trentadue
- 1973: Palermo, Fabrizio Clerici, Galleria La Tavolozza
- 1973: Bologna, Fabrizio Clerici, Galleria Forni
- 1974: Ferrara, Fabrizio Clerici. Disegni per l'“Orlando Furioso”, Galleria Civica d'Arte Moderna-Palazzo dei Diamanti
- 1974: Reggio Emilia, Fabrizio Clerici, Ridotto del Teatro Comunale
- 1975: Pienza, Immagini dell'“Orlando Furioso”, Palazzo Comunale
- 1975-1976: Roma, Fabrizio Clerici “Latitudine Böcklin”, Galleria Il Gabbiano
- 1977: Kiev (Museo d'Arte Occidentale), Alma Ata (Museo di Belle Arti), Mosca (Museo Püskin), Tempere e disegni di Fabrizio Clerici
- 1977: Firenze, Les Chevaliers de la Table Ronde, Istituto di Cultura Francese
- 1978: Assisi, Tavole di Fabrizio Clerici per l'“Orlando Furioso” di Ludovico Ariosto, Museo del Tesoro di San Francesco
- 1979: Roma, Variazioni Ariostesche, Galleria Cà d'Oro
- 1979: Bologna, Fabrizio Clerici. Disegni per “Il Milione” di Marco Polo, Galleria Forni
- 1979: Milano, Disegni, acquerelli e grafiche di Fabrizio Clerici per “Il Milione” di Marco Polo, Galleria del Naviglio
- 1979: Torino, Fabrizio Clerici. Disegni per “Il Milione” di Marco Polo, Galleria Davico
- 1980: Parigi, Fabrizio Clerici (Fiac 80), Grand Palais
- 1981: Palermo, Fabrizio Clerici. Disegni per “Il Milione” di Marco Polo, Galleria La Tavolozza
- 1981: Bruxelles, Fabrizio Clerici, Galerie Philippe Guimiot
- 1981: Bologna, Fabrizio Clerici. I disegni per l'“Orlando Furioso”, Galleria d'Arte Moderna-Museo Civico
- 1982: Cortina d'Ampezzo, Fabrizio Clerici, Galleria d'Arte Moderna Rimoldi-Ciasa de ra Regoles
- 1982: Milano, Variazioni Tebane su “Thamos, König in Aegypten”, Studio Steffanoni
- 1983: Roma, Disegni di Fabrizio Clerici. “alle cinque da Savinio”, Galleria Cà d'Oro
- 1983: Torino, Variazioni Tebane su “Thamos, König in Aegypten”, Galleria Davico
- 1983: Parigi, Fabrizio Clerici, Grand Palais
- 1983: Cremona, Fabrizio Clerici, Palazzo del Comune
- 1983-1984: Ferrara, Fabrizio Clerici, Galleria Civica d'Arte Moderna-Palazzo dei Diamanti
- 1984: Ivrea, Fabrizio Clerici, Centro Congressi La Serra
- 1985: Ferrara, Disegni di Fabrizio Clerici, Studio d'Arte Melotti
- 1985: Londra, Fabrizio Clerici, Solomon Gallery
- 1985: Parma, Fabrizio Clerici, Consigli d'Arte
- 1987: Caserta, Fabrizio Clerici. Qual linea al centro, Palazzo Reale
- 1990: Roma, Fabrizio Clerici. Dipinti e disegni, Galleria Nazionale d'Arte Moderna
- 1990: Roma, Fabrizio Clerici. I disegni per l'“Orlando Furioso”, Accademia Nazionale di San Luca
- 1991: Milano, Fabrizio Clerici al Teatro alla Scala. Bozzetti e figurini 1953-1963. Ridotto dei palchi, Teatro alla Scala
- 1994: Roma, Fabrizio Clerici. Opere inedite, Accademia Nazionale di San Luca
- 1996: Bad Frankenhausen, Fabrizio Clerici 1913-1993, Panorama Museum
- 1996: Orvieto, Fabrizio Clerici. I Corpi di Orvieto, Palazzo dei Sette
- 1998: Cesena, Fabrizio Clerici, Galleria Comunale d'Arte
- 1998: Il Cairo, Fabrizio Clerici. Ritorno in Egitto, Pittura e Scenografia, Akhnatoon Centro delle Arti - Zamalek
- 1998: Stoccarda, Fabrizio Clerici, Galerie Götz
- 1999: Conegliano, Fabrizio Clerici, opere 1928-1992, Palazzo Sarcinelli
- 2004: Sperlonga, Fabrizio Clerici. Dipinti e opere su carta 1959-1989, Museo Archeologico Nazionale
- 2004: Roma, Fabrizio Clerici Una retrospettiva, Complesso del Vittoriano
- 2006-2007: Pordenone, Fabrizio Clerici Opere 1938 – 1990, Galleria Sagittaria
- 2007: Marsala, Fabrizio Clerici Opere 1937 – 1992, Convento del Carmine

## Esposizioni collettive
- 1945: Roma, Opere recenti di L. Fini. A. Beloborodoff, F. Clerici, S. Lepri, A. Savinio, T. Zancanaro, Libreria La Margherita
- 1946: Roma, Mostra dei Capidopera dello Studio di Villa Giulia di Enrico Calassi, Studio d'Arte Palma
- 1947-1948: New York, Handicraft as a fine art in Italy. 37 Italian Artists, House of Italian Handicraft
- 1948: Venezia, XXIV Esposizione Biennale Internazionale d'Arte
- 1949: New York, XX Century Italian Art, The Museum of Modern Art[1]
- 1949: Parigi, Bruxelles, Amsterdam, Copenaghen, Londra, New York, San Paolo, Buenos Aires, Montevideo, Exhibition of Italian Theatrical Design
- 1949-1950: Vienna, Italienische Malerei der Gegenwart, Akademie der Bildenden Künst
- 1950: Pittsburgh, The Pittsburgh International Exhibition of Paintings, Carnei Institute
- 1951: Minneapolis, A Modern Renaissance in Design seen in Exhibition of Italy at Work, The Minneapolis Institute of Arts
- 1951-1952: Roma, VI Quadriennale Nazionale d'Arte, Palazzo delle Esposizioni
- 1953: Roma, Capri, New York, Twenty Imaginary Views of the American Scene by twenty Young Italian Artists
- 1953-1954: San Paolo, IIª Bienal do Museu de Arte Moderna de São Paulo
- 1953: Roma, Li ispirò l'amore, Galleria dell'Obelisco
- 1954: Venezia, XXVII Biennale Internazionale d'Arte
- 1954: Milano, X Triennale (Sezione Litografia d'Arte in Italia)
- 1954: Cincinnati, Saint Louis, New York, Eterna Primavera. Young Italian Painters
- 1954: Messina, Mostra dei Premiati alla XXVII Biennale
- 1955: Venezia, Mostra dell'Incisione Italiana Contemporanea, Opera Bevilacqua La Masa
- 1955: San Paolo, IIIª Bienal do Museu de Arte Moderna de São Paulo
- 1955: Stoccolma, Italiensk Grafik av Idag, Nationalmuseum
- 1955: Sidney, Italian parade, David Jones Gallery
- 1955-1956: Roma, VII Quadriennale Nazionale d'Arte, Palazzo delle Esposizioni
- 1956: Lugano, IVª Mostra Internazionale di Bianco e Nero, Villa Ciani
- 1956: Venezia, XXVIII Biennale Internazionale d'Arte
- 1957: New York, Trends in Watercolors Today, The Brooklyn Museum
- 1957: Roma, Mostra d'Arte per gli artisti esuli d'Ungheria, Galleria Nazionale d'Arte Moderna
- 1957: Venezia, II Biennale dell'Incisione Italiana Contemporanea, Opera Bevilacqua La Masa
- 1957: Monaco, Grosse Kunstausstellung München 1957. Mit Ausstellung Italienischer Künst von 1910 bis zur Gegenwart, Haus der Kunst
- 1957: Lubiana, Sodobna Italjanska Gràfika, Moderna Galerija
- 1959: Roma, Vetrate per la Basilica di San Domenico a Siena, Palazzo Venezia
- 1959-1960: Roma, VII Quadriennale Nazionale d'Arte, Palazzo delle Esposizioni
- 1960: Barcellona, 85ª Promoción Arquitectura, Sala Gaspar
- 1960: Milano, Arte fantastica Italiana, Galleria Schwarz
- 1961: Francavilla al Mare, XV Premio Nazionale di Pittura F.P. Michetti
- 1961: Oslo, Italiensk Kunst I Dag, Kunsternes Hus
- 1962: Vienna, Surrealismus Phantastische Malerei der Gegenwart, Künstlerhaus
- 1962: Asti, Mostra degli Arazzi moderni, Pinacoteca Civica
- 1962-1963: Ferrara, Il Dopoguerra. La pittura in Italia dal 1945 al 1955, Castello Estense
- 1963: Parigi, 105 portraits de L'Oiseau qui n'existe pas sur un poème de Claude Aveline. Donation Claude Aveline, Parigi, Musée National d'Art Moderne
- 1964: Bregenz, Phantastische Malerei, Altes Schloß
- 1965: Tripoli, Artisti Italiani oggi, Istituto Italiano di Cultura
- 1965:  Roma, Omaggio a Dante degli artisti italiani d'oggi, Palazzo Venezia
- 1966: Asti, Gli Arazzi di Asti, Antica Certosa di Valmanera
- 1966-1967: Berlino Ovest (Akademie der Künste), Baden Baden (Staatliche Kunsthalle), Norimberga (Kunsthalle), Labyrinthe. Phantastische Künst von 16. Jahrhundert bis zur Gegenwart
- 1967: Certaldo, Omaggio a Boccaccio degli Artisti contemporanei, Palazzo Pretorio
- 1967: Guatemala, Honduras, El Salvador, Nicaragua, Costarica, Arte Italiano Contemporáneo (organizzata dalla Quadriennale d'Arte di Roma
- 1967: Valdagno, Premio Gaetano Marzotto per la pittura. La pittura figurativa in Europa
- 1969: Baden-Baden, Maler und Modell, Staatliche Kunsthalle
- 1970: Milano, I pittori italiani dopo il Novecento, Palazzo Reale
- 1970-1971: Maco, Manierismus in der Künst, Galerie R. P. Hartmann
- 1971: Norimberga, Albrecht Dürer zu Ehren, Nationalmuseum
- 1971: Lugano, D'après. Omaggi e dissacrazioni nell'arte contemporanea, Museo Civico
- 1972: Venezia, XXXVI Biennale Internazionale d'Arte
- 1972: Roma, X Quadriennale Nazionale d'Arte (1 - Aspetti dell'Arte figurativa contemporanea. Nuove ricerche d'immagine), Palazzo delle Esposizioni
- 1974-1975: Arezzo, Omaggio al Petrarca, Palazzo Pretorio
- 1975: Francoforte, Neomanierismus, Westend Galerie
- 1976: Norimberga, Italienische Druckgraphik der Gegenwart, Germanischen Nationalmuseum
- 1980: Città del Vaticano, Acquisizioni della collezione vaticana d'arte religiosa moderna, Braccio di Carlo Magno
- 1980: Amsterdam, Produzione italiana, Istituto di Cultura Italiano
- 1981: Francoforte, Zur italienischen Kunst nach 1945. Deutsche Künstler und Italien, Westend Galerie
- 1981: Fiesole, Con Savinio. Mostra bio-bibliografica di Alberto Savinio, Fondazione Primo Conti, Palazzo Mangani
- 1982: Rieti, Generazione Anni Dieci. 2ª Biennale Nazionale d'Arte Contemporanea, Palazzo Vescovile
- 1983: Modena, Disegno italiano fra le due guerre, Galleria Civica
- 1983: Milano, Scheiwiller a Milano 1925-1983. Immagini e documenti, Biblioteca Comunale e Museo di Milano
- 1984: Milano, Roma, Torino, Broscia, Urbino, L'Imma-gine e il suo doppio. Ricerca della pittura internazionale contemporanea fra realtà fisica e metafisica
- 1984: Milano, Artisti e Scrittori, Rotonda della Besana
- 1986: Milano, Vertigine Metafisica, Galleria Trentadue
- 1986: Roma, XI Quadriennale di Roma, Palazzo dei Congressi
- 1986: Norimberga, Der Traum vom Raum. Gemalte Architektur aus 7 Jahrhurderten, Kunsthalle und Norishalle
- 1986: Roma, Quindici anni, Galleria Giulia
- 1987: Tokyo, The exhibition of Contemporary European Artists
- 1988: Tivoli, Nostalgia della qualità, qualità della nostalgia, Villa d'Este
- 1988: Mito (Giappone), Mostra dell'arte italiana contemporanea
- 1988-1989: Francoforte (Städtische Galerie im Städelschen Kunstinstitut), Berlino (Staatliche Museen Preussicher Kulturbesitz), Zurigo (Kunsthaus), Disegno italiano. Italienische Zeichnungen 1908-1988
- 1988: Milano, Vitalità della Figurazione. Pittura italiana 1948-1988, Palazzo della Permanente
- 1989: Bologna, Parma, Milano, Venezia, Bari, Roma, L'occhio di Horus. Itinerari nell'immaginario matematico
- 1989: Roma, Giuseppe Ungaretti: iconografia e documenti, Università degli Studi La Sapienza, Museo Laboratorio
- 1992-1993: Traversetolo, Parma, La Collezione Barilla di Arte Moderna, Fondazione Magnani Rocca
- 1992: Roma, La seduzione da Boucher a Warhol, Accademia Valentino
- 2005: Mamiano di Traversetolo, Parma, Jean Cocteau. Il poeta, il testimone, l'impostore, Fondazione Magnani Rocca
- 2012: Bad Frankenhausen (Germania), Dopo de Chirico, La pittura metafisica italiana contemporanea, Panorama Museum
- 2017: Forte di Bard, Da Raffaello a Balla. Capolavori dell'Accademia Nazionale di San Luca

## Fabrizio Clerici nei musei
- Museo Novecento di Firenze
- MAGI '900 di Pieve di Cento (BO)